# Mad Dog McCree
Mad Dog McCree è stato il primo videogioco sparatutto con pistola ottica pubblicato dalla American Laser Games nel 1990. Fu disponibile dapprima solo in versione arcade e successivamente su altre piattaforme. Il gioco ebbe un sequel dal titolo Mad Dog II: The Lost Gold.

## Storia
American Laser Games filmò tutto il materiale nel Nuovo Messico, usando attori locali per tutti i ruoli. Ben Zeller, che fa la parte del prospettore, recitò in seguito anche in altri due giochi della American Laser Games: Mad Dog II: The Lost Gold e Space Pirates.
L'edizione arcade del gioco venne pubblicata con 4 diverse configurazioni hardware utilizzando un riproduttore di laserdisc. Versioni casalinghe furono distribuite per Sega CD, CD-i, 3DO e Microsoft Windows. Mad Dog McCree è stato il primo di una serie di giochi della American Laser Games ad essere ripubblicati da Digital Leisure con qualità audio e video migliorata nel 2001 per lettore DVD e giocabile con un normale telecomando.
Nel 2009 il gioco uscì per la Nintendo Wii come parte del Mad Dog McCree: Gunslinger Pack. In questa raccolta sono inclusi anche il seguito Mad Dog II: The Lost Gold e The Last Bounty Hunter. Nel 2011 venne distribuito per iOS. Il 14 giugno 2012 venne pubblicato sul Nintendo eShop per il Nintendo 3DS. Sony rivelò il 21 gennaio 2013 che il gioco sarebbe stato distribuito su PlayStation 3 il giorno seguente. I video della versione per PlayStation 3 sono stati rimasterizzati in 720p e il gioco ha un'interfaccia completamente nuova.

## Trama
Il giocatore veste i panni, in prima persona, del protagonista silenzioso del gioco, ovvero un individuo che verrà identificato solo come "straniero". Lo straniero si muove a cavallo in una città senza nome del Far West quando viene avvicinato da un anziano prospettore, che gli chiede aiuto. Gli dice che il sindaco e la figlia sono stati rapiti da una banda di fuorilegge capitanata dal celebre bandito "Mad Dog" McCree e che quando lo sceriffo ha cercato di fermarli lo hanno rinchiuso in una cella. Due membri della banda arrivano per mettere a tacere il prospettore, ma lo straniero spara loro prima che ci riescano. L'anziano a quel punto gli dice che One-Eyed Jack ha le chiavi della cella e che si trova nel saloon. Per il resto del gioco, l'esatto ordine degli eventi dipende dalle scelte del giocatore.
Lo straniero entra nel saloon, dove One-Eyed Jack e compagni stanno causando guai. Lo straniero li sconfigge e prende le chiavi della cella, con cui riesce a liberare lo sceriffo. Lo straniero e lo sceriffo partono per fermare Mad Dog, ma sono vittime di un'imboscata da parte di tre membri della banda di fuorilegge appena fuori dalla prigione. Li sconfiggono, ma lo sceriffo viene colpito in maniera fatale. Con le sue ultime parole, comunica allo straniero che la mappa per il nascondiglio di Mad Dog si trova nella miniera locale e che dovrebbe consultare il prospettore prima di recarvisi.
Lo straniero incontra sul suo cammino degli scagnozzi di Mad Dog che stanno rapinando una banca. Dopo aver fermato la rapina, un ragazzo riconoscente gli consiglia di non entrare nel rifugio di Mad Dog dall'entrata sul retro (può anche capitare che raccomandi di non entrare da quella sul fronte). Il protagonista trova il prospettore, che è stato legato a una pila di esplosivi innescati da Mad Dog in persona e riesce a salvarlo tagliando la miccia.
Dopo aver trovato la mappa nella miniera, lo straniero si dirige al rifugio. Spara alla ciminiera, costringendo la banda a uscire dal rifugio, ormai pervaso dal fumo. Il protagonista ne approfitta per eliminarli non appena escono e così salva il sindaco. Tuttavia McCree è già scappato, portando con sé la figlia del sindaco e lasciando allo straniero una nota di scherno.
Lo straniero affronta MadDog nel duello finale. Essendo stato avvisato che il fuorilegge indossa un giubbotto antiproiettile, il protagonista lo sconfigge sparandogli a entrambe le mani e il sindaco slega la figlia. Mentre i cittadini si congratulano con lo straniero, MadDog si riprende e viene visto allontanarsi a cavallo.

## Modalità di gioco
In una serie di livelli, il giocatore deve sparare ai nemici prima che essi possano fare altrettanto, evitare di colpire gli innocenti e ricaricare ogni volta che il revolver a sei colpi rimane a secco. Sparare a un innocente o venir colpito da un nemico risulta nella perdita di una vita, di tre totali, ed è seguito da un filmato con il dottore della città che commenta le azioni del giocatore.
Il gameplay è intervallato da duelli da Far West; la versione arcade è dotata di una pistola ottica in grado di rilevare se il giocatore la sta tenendo abbassata o meno all'inizio di un duello. Le versioni casalinghe del gioco cercarono di simulare questa meccanica scaricando l'arma del giocatore e permettendo di ricaricarla solo nel momento in cui la versione arcade avrebbe consentito di estrarre l'arma.
Le versioni casalinghe consentono inoltre di scegliere fra tre difficoltà diverse.

## Accoglienza
Electronic Gaming Monthly diede alla versione per 3DO 5,5 su 10, criticando la qualità video, bassa per gli standard del 3DO, e i pessimi controlli con il gamepad del 3DO, che rendono il gioco praticamente ingiocabile. Aggiunsero che il gioco sarebbe potuto essere migliore con l'uscita imminente della 3DO Gamegun , ma che al momento non erano disponibili pistole ottiche o mouse per 3DO. GamePro lodò i video della versione arcade per i divertenti stereotipi sui cowboy, ma diede un punteggio simile alla versione per 3DO, parlando di tempi di caricamento che rovinano l'immersione del giocatore e dei controlli atroci quando non si utilizza la pistola ottica per 3DO, che doveva ancora essere distribuita. Nella recensione della versione per Sega CD, venne segnalato che i video sono così sgranati che il diagramma di uno dei livelli dovette essere incluso nel manuale del gioco, perché gli oggetti importanti all'interno del livello sono indiscernibili. Nonostante tutto, questa venne incoronata la versione migliore per console casalinghe fino a quel momento, vista la possibilità di giocarla con una pistola ottica. I critici furono soddisfatti dalla versione per CD-i vista la miglior qualità video e il Peacekeeper Revolver incluso con il gioco,  dicendo che "Questo fantastico revolver ha una buona maneggevolezza e vanta un grilletto sensibile in grado di trasformare chiunque in Harry la carogna".